# WRC 9
WRC 9, también conocido como WRC 9: World Rally Championship , es el juego oficial de la Temporada 2020 del Campeonato Mundial de Rally. El juego está desarrollado por Kylotonn y Nacon, será lanzado el 3 de septiembre de 2020. Estará disponible en Microsoft Windows, Nintendo Switch, PlayStation 4, PlayStation 5, Xbox One y Xbox Series X|S.

## Desarrollo y lanzamiento
WRC 9 se reveló como el juego oficial de la Temporada 2020 del Campeonato Mundial de Rally en marzo de 2019 junto con WRC 10 y WRC 11. Incluirá las 13 rondas programadas de la temporada 2020, incluidos los tres rallyes de regreso, Safari Rally, Rally New Zealand y Rally Japan, con hasta cincuenta equipos oficiales del WRC, WRC-2, WRC-3 y J- WRC disponible para que el jugador elija. El juego también contará con quince vehículos más emblemáticos de la historia del WRC.
El juego estará disponible inicialmente en PC, PlayStation 4 y Xbox One el 3 de septiembre de 2020 a través de Epic Games Store, y más tarde en Nintendo Switch, con una fecha de lanzamiento aún más en la novena generación de consolas de videojuegos PlayStation 5 y Xbox Series X|S aún por definir.